# Habanero

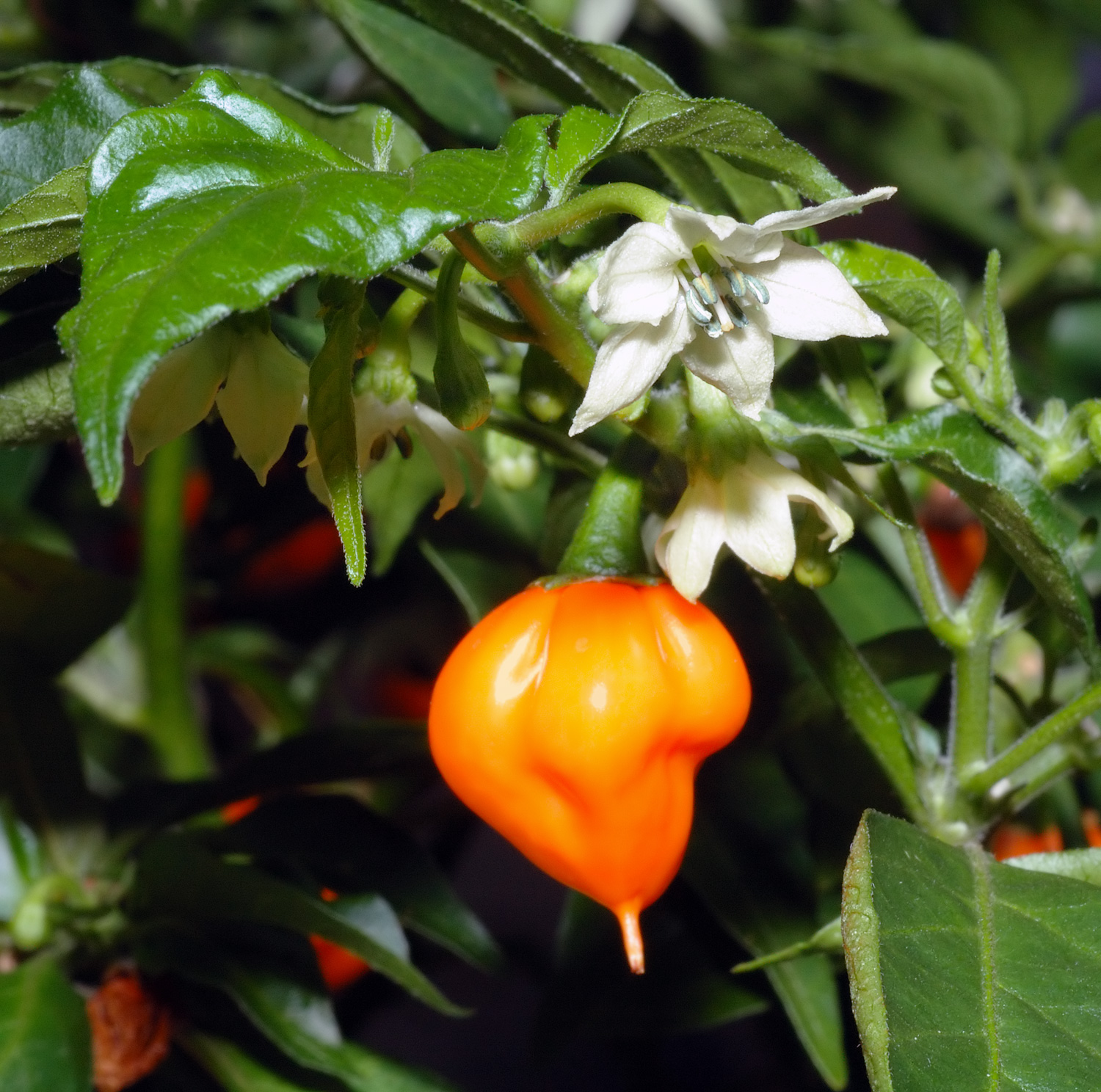
Habanerablomma med frukt

Habanero är, tillsammans med Scotch Bonnet, den mest odlade varianten av arten havannapeppar (Capsicum chinense). Habanero kallar man ofta de klockformade frukterna. Frukterna varierar i storlek mellan 2,5 och 5 cm i diameter och färg från vit, grön (omogen), gul och orange till röd. Red Savina, som är en variant av habanero, räknades tidigare som den starkaste chilifrukten i världen. Den verksamma substansen som ger habanero deras heta smak är capsaicin, ett fettlösligt kolväte. Styrkan hos habanero och andra chilifrukter mäts i scovillegrader, där 16 000 000 motsvarar rent capsaicin. Olika habanerosorter innehåller olika mängder capsaicin (de ligger ofta mellan 350 000 och 500 000 Scoville-grader), detta kan också påverkas av växtplatsens miljö- och klimatförhållanden.

## Etymologi
Habanero betyder från Havanna.

## Galleri

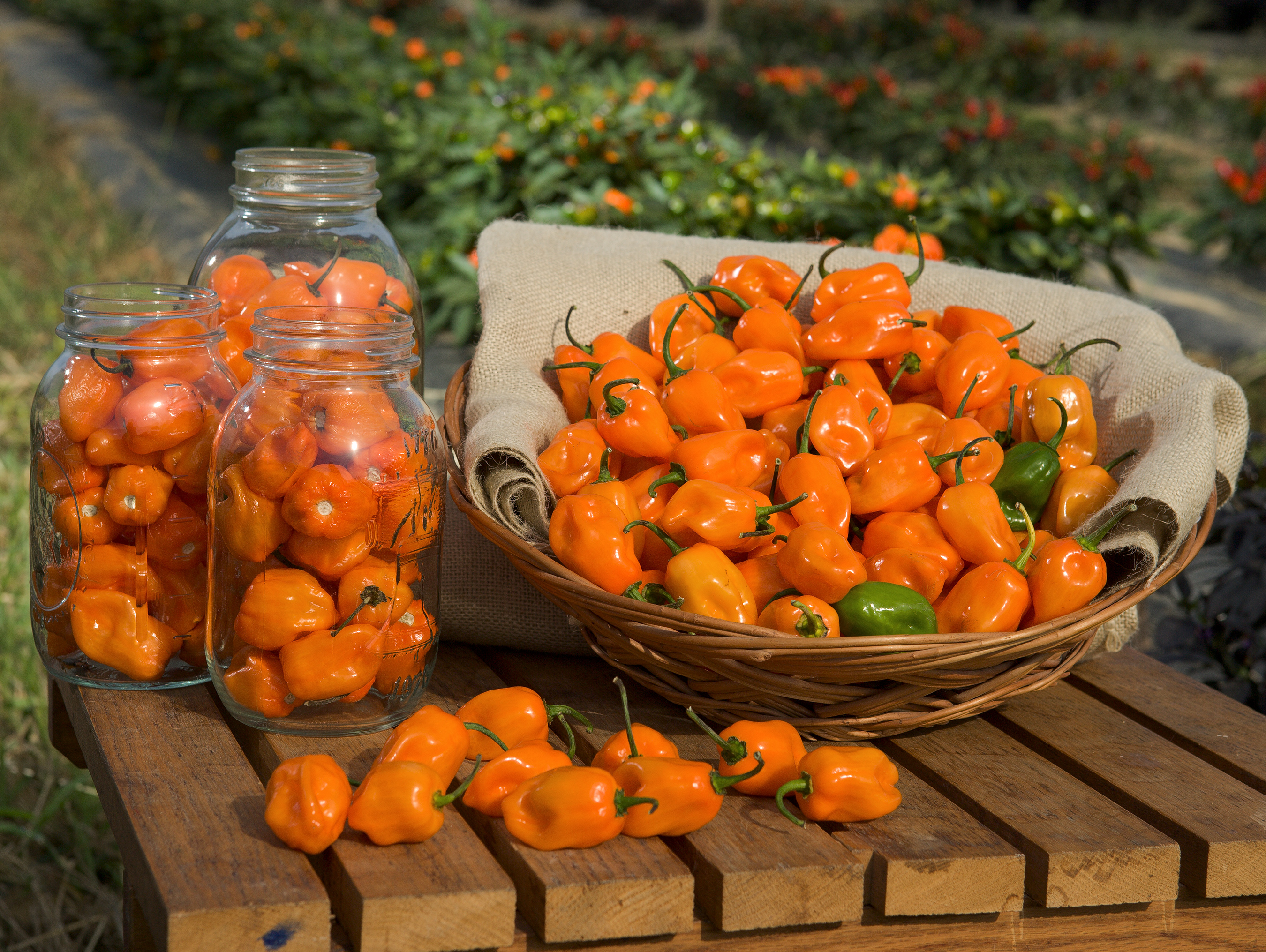
Tiger Paw NR en habanero utvecklad av ARS för att vara resistent mot Meloidogyne.
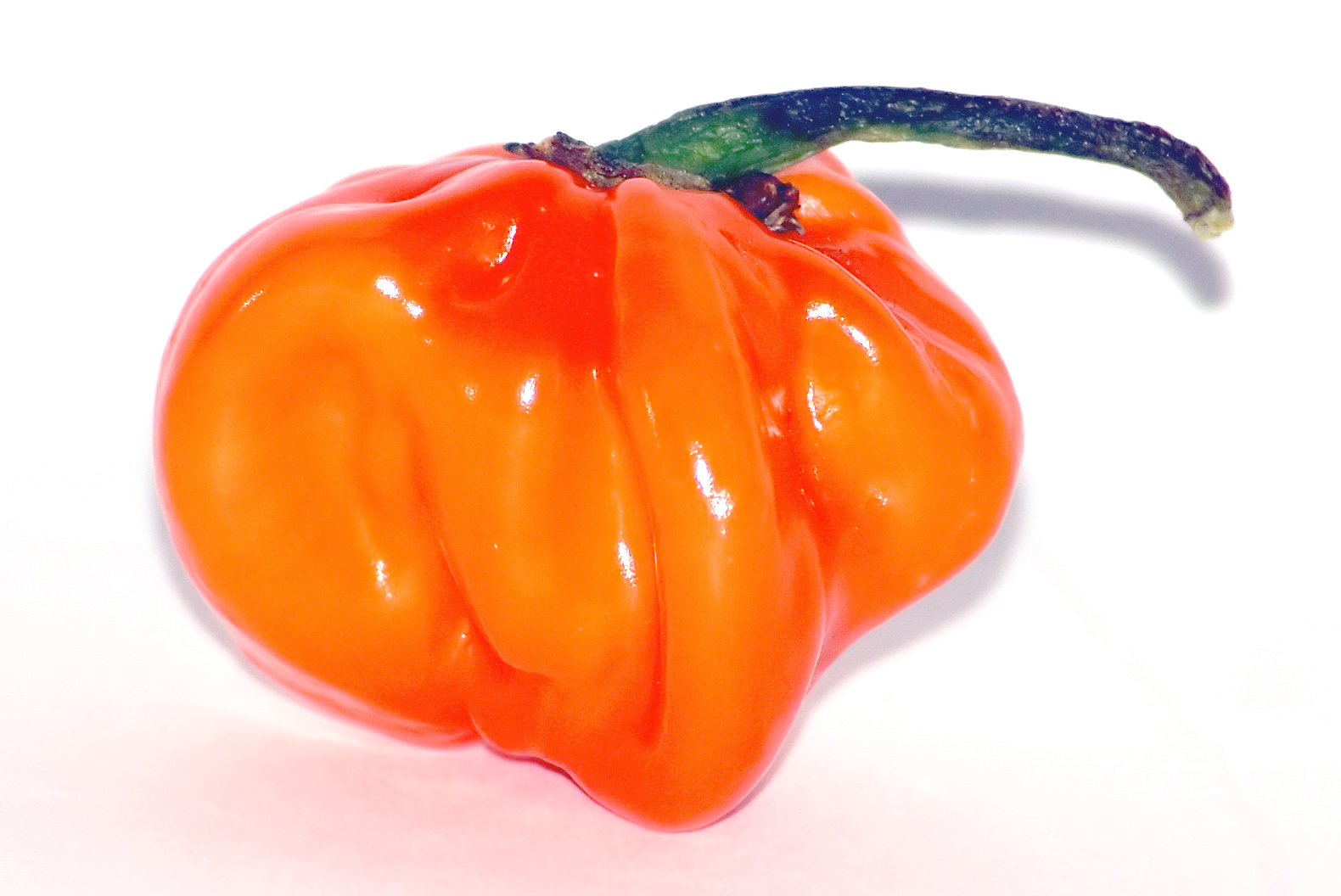
Frukt
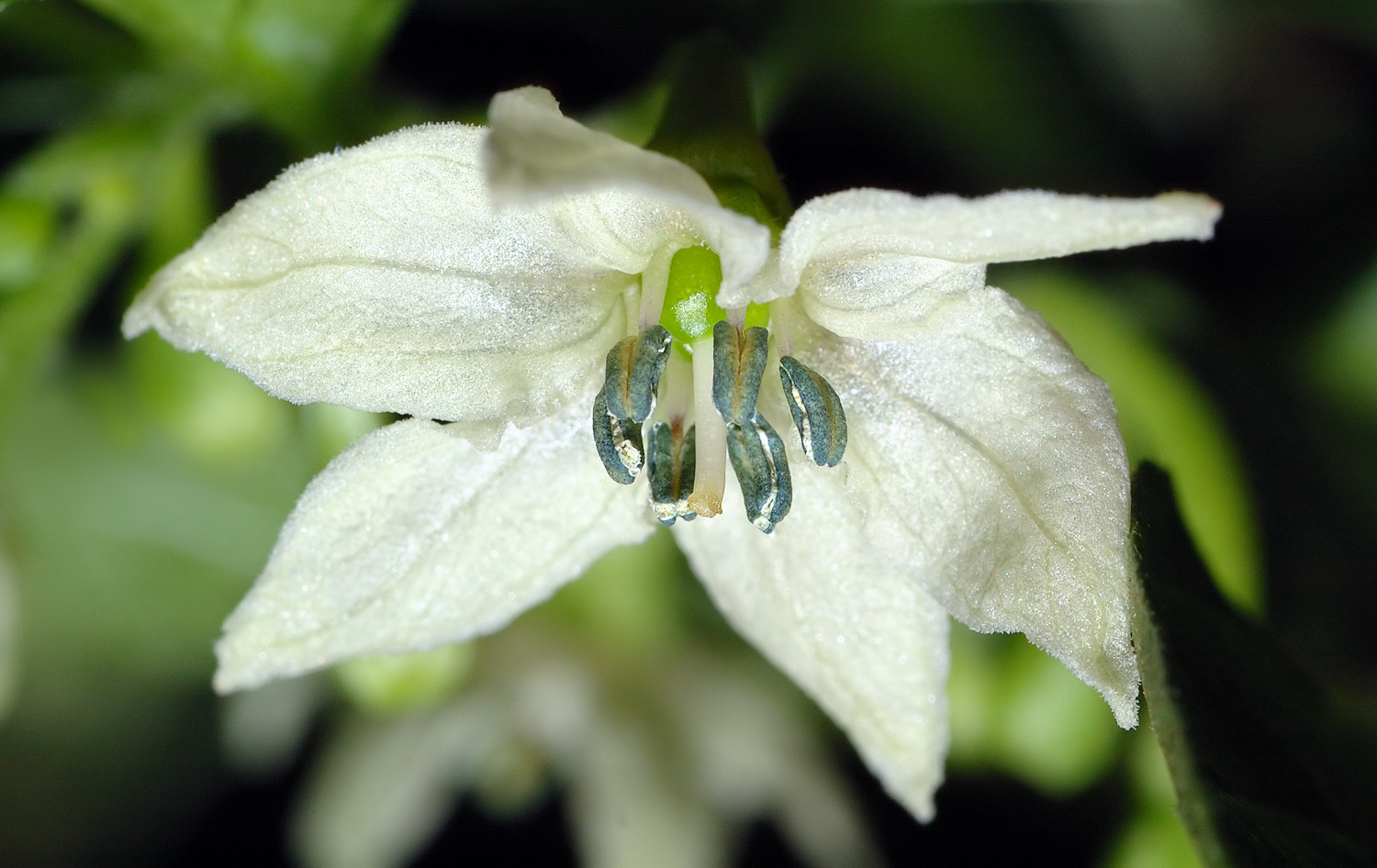
Habanero blomma
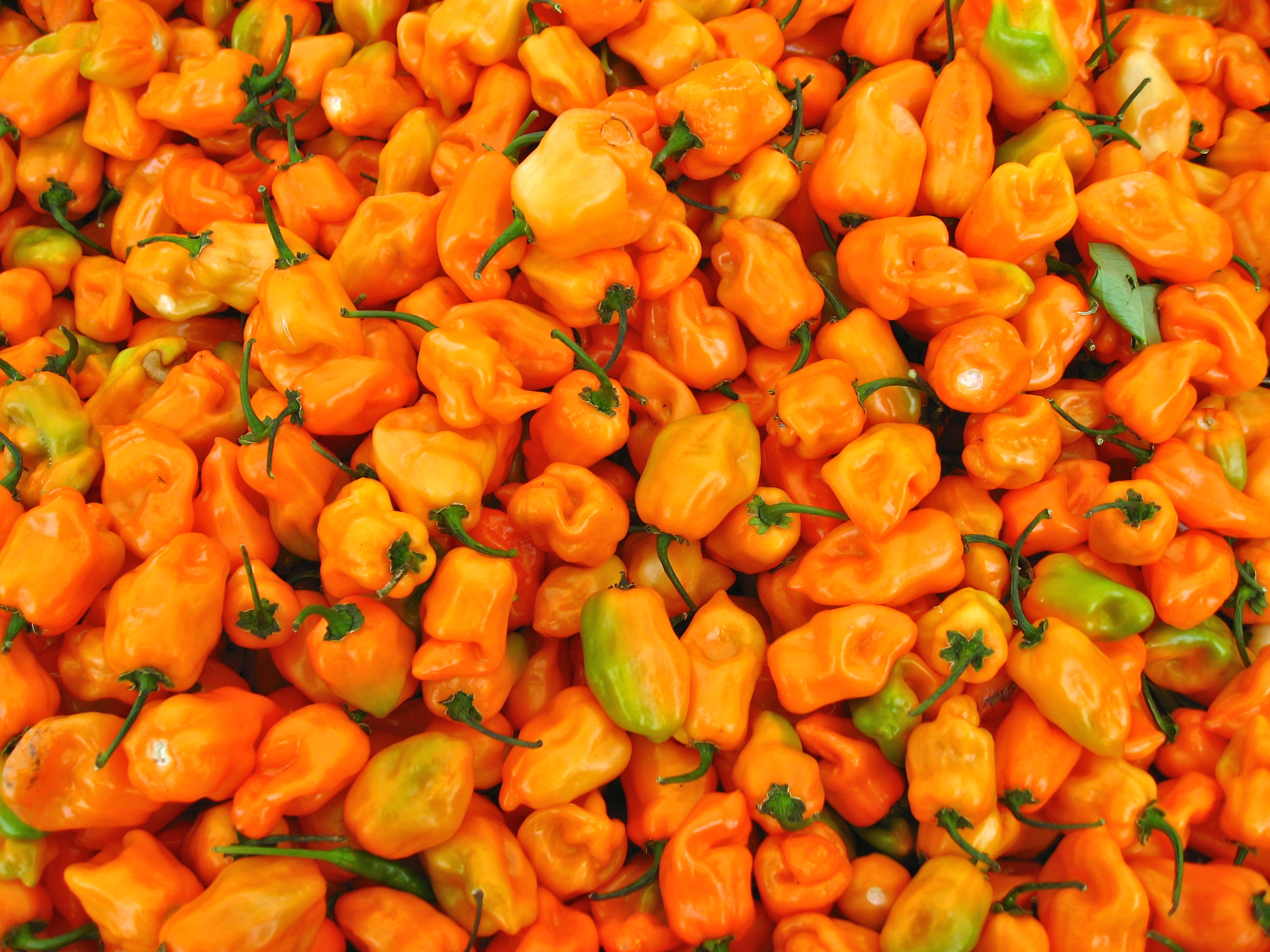
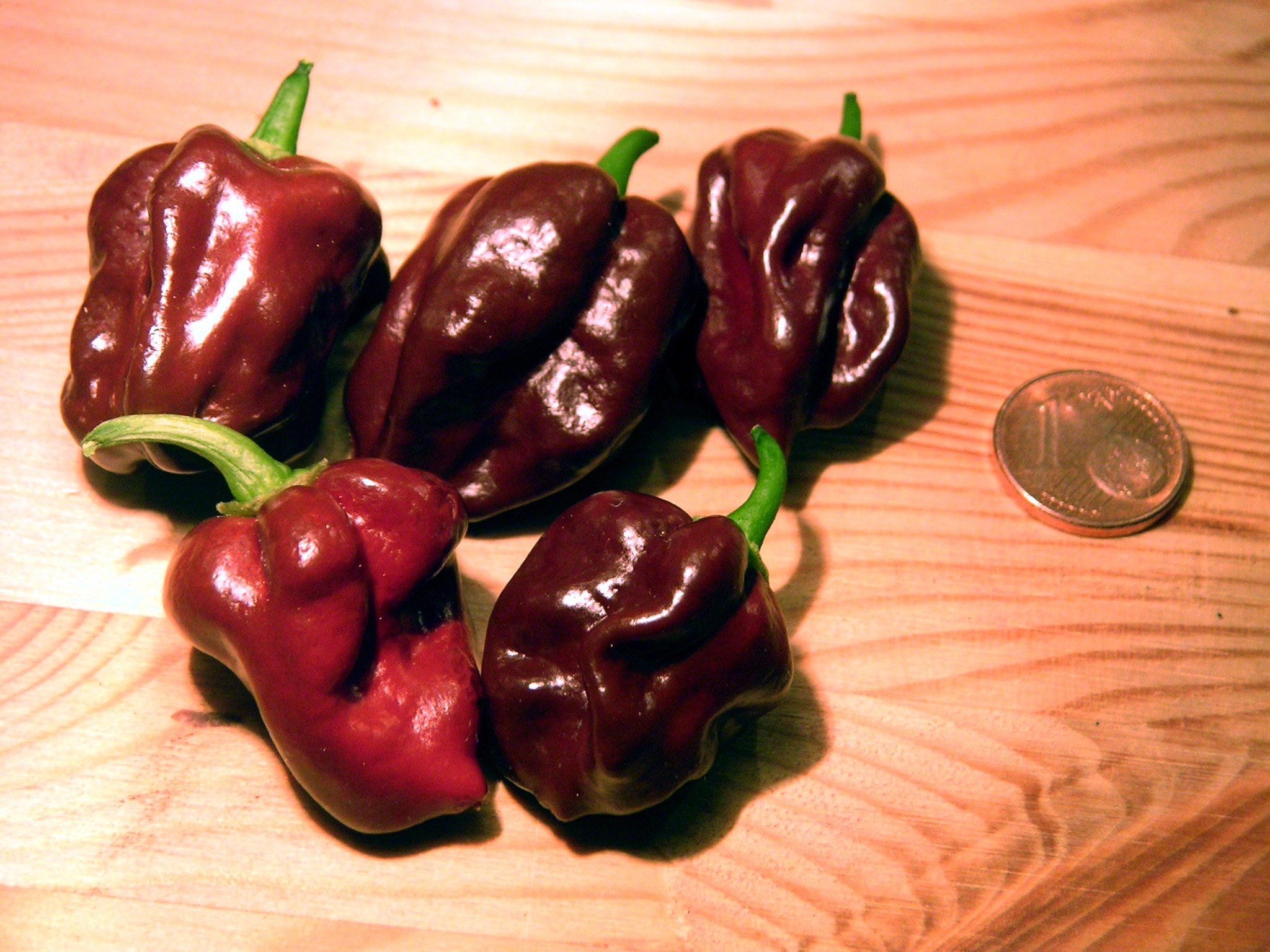
Plockade frukter av varianten Chocolate Habanero
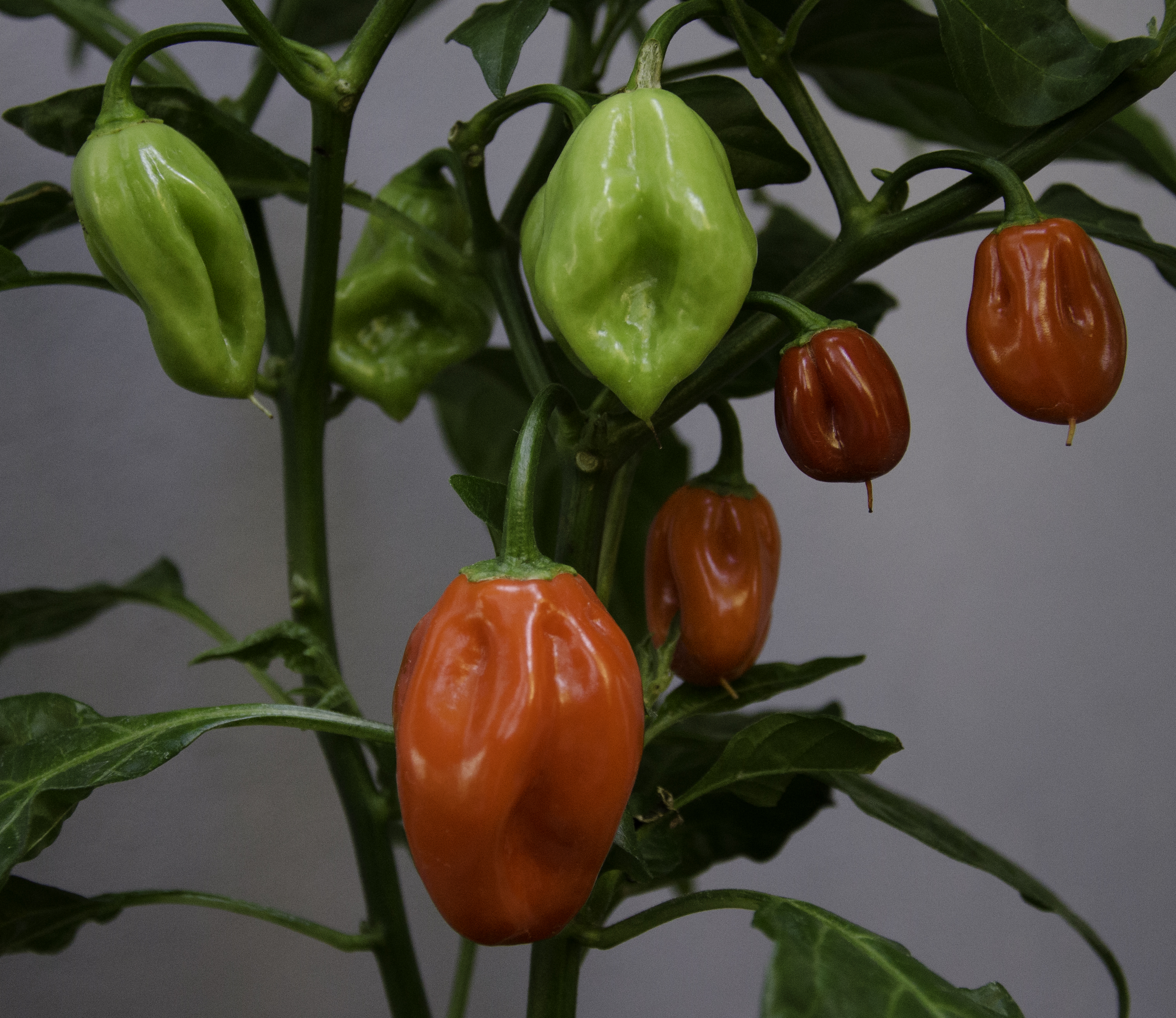